# Церковь Святого Антония Падуанского (Каменка)
Церковь Святого Антония Падуанского (бел. Касцёл Святога Антонія Падуанскага) — католический храм в агрогородке Каменка, Гродненская область, Беларусь. Относится к Щучинскому деканату Гродненского диоцеза. Памятник архитектуры в стиле неоготики, построен в 1908 году. Храм включён в Государственный список историко-культурных ценностей Республики Беларусь.

## История
Впервые Каменка упоминается во второй половине XVI века, как имение на границе Гродненского и Лидского поветов. В 1580 году здесь был образован католический приход, в то же время К. Клодзинский построил здесь деревянный костёл.
Позднее на его месте был выстроен каменный католический храм, который был разобран в 1904 году для строительства на его месте современного здания храма. В основе проекта нового храма лежат конструктивные особенности церкви Посещения в деревне Ольковичи. В 1908 году строительство было завершено.

## Архитектура
Главный объём храма прямоугольный в плане, накрыт двухскатной крышей. Центральный неф завершается пятигранной апсидой с отдельной крышей, по бокам которой находятся небольшие гранёные ризницы. Двухъярусная четвериковая башня на главном фасаде завершена крутым шатром с люкарнами. В верхнем четверике башни на всех фасадах пробиты высокие тройные арочные окна. Главный вход оформлен порталом, над которым расположены окно-роза и ниша со скульптурой. Двери отделаны художественной ковкой. Остальные фасады ритмично расчлененные ступенчатыми контрфорсами и стрельчатыми оконными проемами. В интерьере основной объем разделён на три нефа, перекрытых крестовыми сводами. Над входом — хоры с органом. Стены и своды оштукатурены, побелены, остальные конструкционные элементы выделены красным цветом кладки.